# Ernest Maximilien Zorn de Bulach
Le baron Ernest Maximilien Zorn de Bulach (né le 18 février 1786 à Osthouse - mort le 2 janvier 1868 au château d'Osthouse) est un homme politique alsacien.

## Biographie
Il est élu député du 2e arrondissement du Bas-Rhin (Benfeld) le 17 novembre 1827. Il siège parmi les royalistes constitutionalistes et signe l'adresse des 221. Il est membre du Conseil général du Bas-Rhin.
Il est le père du baron François Zorn de Bulach (1828-1890), chambellan de Napoléon III.

## Sources
- « Ernest Maximilien Zorn de Bulach », dans Adolphe Robert et Gaston Cougny, Dictionnaire des parlementaires français, Edgar Bourloton, 1889-1891 [détail de l’édition]